# Nor-Am Cup 1986
La Nor-Am Cup 1986 fu l'11ª edizione della manifestazione organizzata dalla Federazione Internazionale Sci, la prima a prevedere una classifica di supergigante.
In campo maschile il francese Christian Gaidet si aggiudicò la classifica generale; il canadese Rob Boyd e gli statunitensi Mike Brown e Sam Collins vinsero a pari merito quella di discesa libera, lo statunitense Gregg Brockway quella di supergigante e i canadesi Jim Read e Michael Tommy rispettivamente quella di slalom gigante e quella di slalom speciale. Lo statunitense Felix McGrath era il detentore uscente della Coppa generale.
In campo femminile la canadese Diane Haight si aggiudicò sia la classifica generale, sia quella di slalom speciale; la statunitense Tracy McEwan vinse quella di discesa libera e le tedesche occidentali Katrin Stotz e Anette Gersch rispettivamente quella di supergigante e quella di slalom gigante. La svedese Catharina Glassér-Bjerner era la detentrice uscente della Coppa generale.

## Uomini

### Classifiche

#### Generale
| Pos. | Nome             | Nazione |
| ---- | ---------------- | ------- |
| 1    | Christian Gaidet | Francia |
| 2    | ?                | ?       |
| 3    | ?                | ?       |

#### Discesa libera
| Pos. | Nome        | Nazione     |
| ---- | ----------- | ----------- |
| 1    | Rob Boyd    | Canada      |
| 1    | Mike Brown  | Stati Uniti |
| 1    | Sam Collins | Stati Uniti |

#### Supergigante
| Pos. | Nome           | Nazione     |
| ---- | -------------- | ----------- |
| 1    | Gregg Brockway | Stati Uniti |
| 2    | ?              | ?           |
| 3    | ?              | ?           |

#### Slalom gigante
| Pos. | Nome     | Nazione |
| ---- | -------- | ------- |
| 1    | Jim Read | Canada  |
| 2    | ?        | ?       |
| 3    | ?        | ?       |

#### Slalom speciale
| Pos. | Nome          | Nazione |
| ---- | ------------- | ------- |
| 1    | Michael Tommy | Canada  |
| 2    | ?             | ?       |
| 3    | ?             | ?       |

## Donne

### Classifiche

#### Generale
| Pos. | Nome            | Nazione |
| ---- | --------------- | ------- |
| 1    | Diane Haight    | Canada  |
| 2    | ?               | ?       |
| 3    | Liisa Savijarvi | Canada  |

#### Discesa libera
| Pos. | Nome         | Nazione     |
| ---- | ------------ | ----------- |
| 1    | Tracy McEwan | Stati Uniti |
| 2    | ?            | ?           |
| 3    | ?            | ?           |

#### Supergigante
| Pos. | Nome         | Nazione        |
| ---- | ------------ | -------------- |
| 1    | Katrin Stotz | Germania Ovest |
| 2    | ?            | ?              |
| 3    | ?            | ?              |

#### Slalom gigante
| Pos. | Nome          | Nazione        |
| ---- | ------------- | -------------- |
| 1    | Anette Gersch | Germania Ovest |
| 2    | ?             | ?              |
| 3    | ?             | ?              |

#### Slalom speciale
| Pos. | Nome         | Nazione |
| ---- | ------------ | ------- |
| 1    | Diane Haight | Canada  |
| 2    | ?            | ?       |
| 3    | ?            | ?       |